# 西本德鎮區 (愛荷華州帕洛阿爾托縣)
西本德鎮區（英語：West Bend Township）是位於美國愛荷華州帕洛阿爾托縣的一個行政鎮區。

## 地方資料
根據2010年美國人口普查的數據，西本德鎮區的面積為92.37平方千米，當中陸地面積為91.52平方千米，而水域面積為0.85平方千米。當地共有人口934人，而人口密度為每平方千米10.11人。